# Cemican
Cemican, abgeleitet von dem Nahuatl-Wort für „die Dualität von Leben und Tod“, ist eine mexikanische Folk- und Death-Metal-Band aus Guadalajara im mexikanischen Bundesstaat Jalisco, die 2006 gegründet wurde. Ihre Musik ist geprägt durch eine Mischung von typischem Death Metal, kombiniert mit verschiedenen Holzblasinstrumenten. Auf der Bühne treten sie aufwändig geschminkt auf, hinzu kommt in der Regel eine durch aztekische Riten geprägte Bühnenshow. Die Lieder werden auf Spanisch und Nahuatl geschrieben und vorgetragen.

## Geschichte
Die Band Cemican wurde 2006 von dem Sänger und Gitarristen Tecuhtli und dem Schlagzeuger Tlipoca gegründet. 2008 erschien ihr erstes Album Ometiliztli bei dem Independent-Label Aztlan Records. 2012 kamen mit Mazatecpatl, Xaman Ek und Yei Tochtli drei weitere Musiker zur Band, die sich auf das Spiel mit verschiedenen Holzblasinstrumenten konzentrierten. In dieser Besetzung erschien 2012 das Album Estamos en el Valle de los Muertos Ticateh Ipan Miquixtlahuac als Eigenveröffentlichung. Xaman-Ek studierte Nahuatl in der Universität und wurde für Übersetzungen und Interpretationen verantwortlich. Seit 2016 spielt Ocelotlals als Bassist bei der Band.
2019 veröffentlichte die Band mit In Ohtli Teoyohtica in Miquiztli ihr drittes Album bei dem Label M-Theory Audio als bislang erfolgreiches Album, das bei verschiedenen Publikationen positiv besprochen wurde. Bereits 2018 spielte Cemican zum ersten Mal beim Wacken Open Air, 2023 waren sie sowohl beim Hellfest in Frankreich wie auch erneut in Wacken zu Gast.

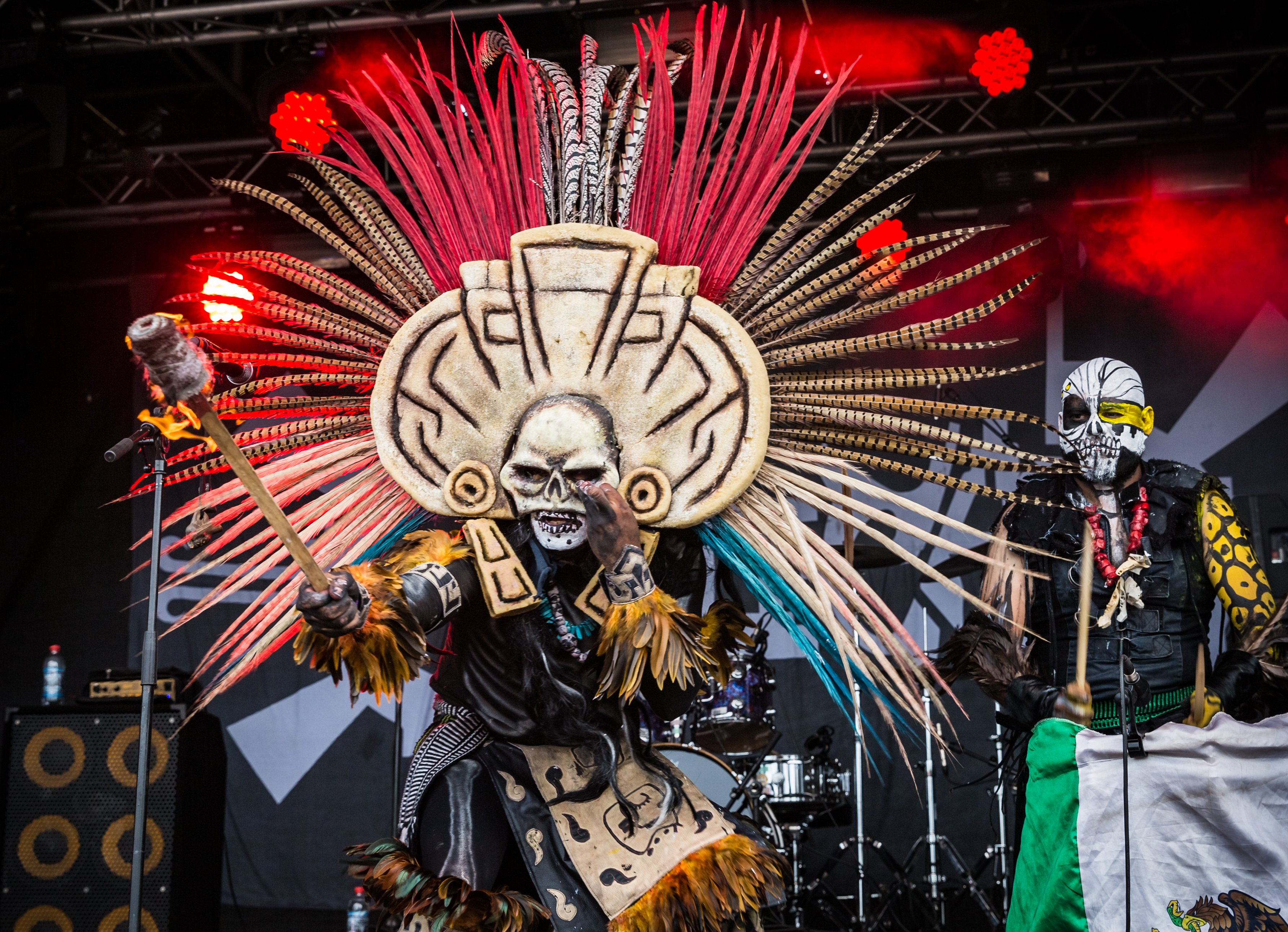
Cemican beim Wacken Open Air 2018
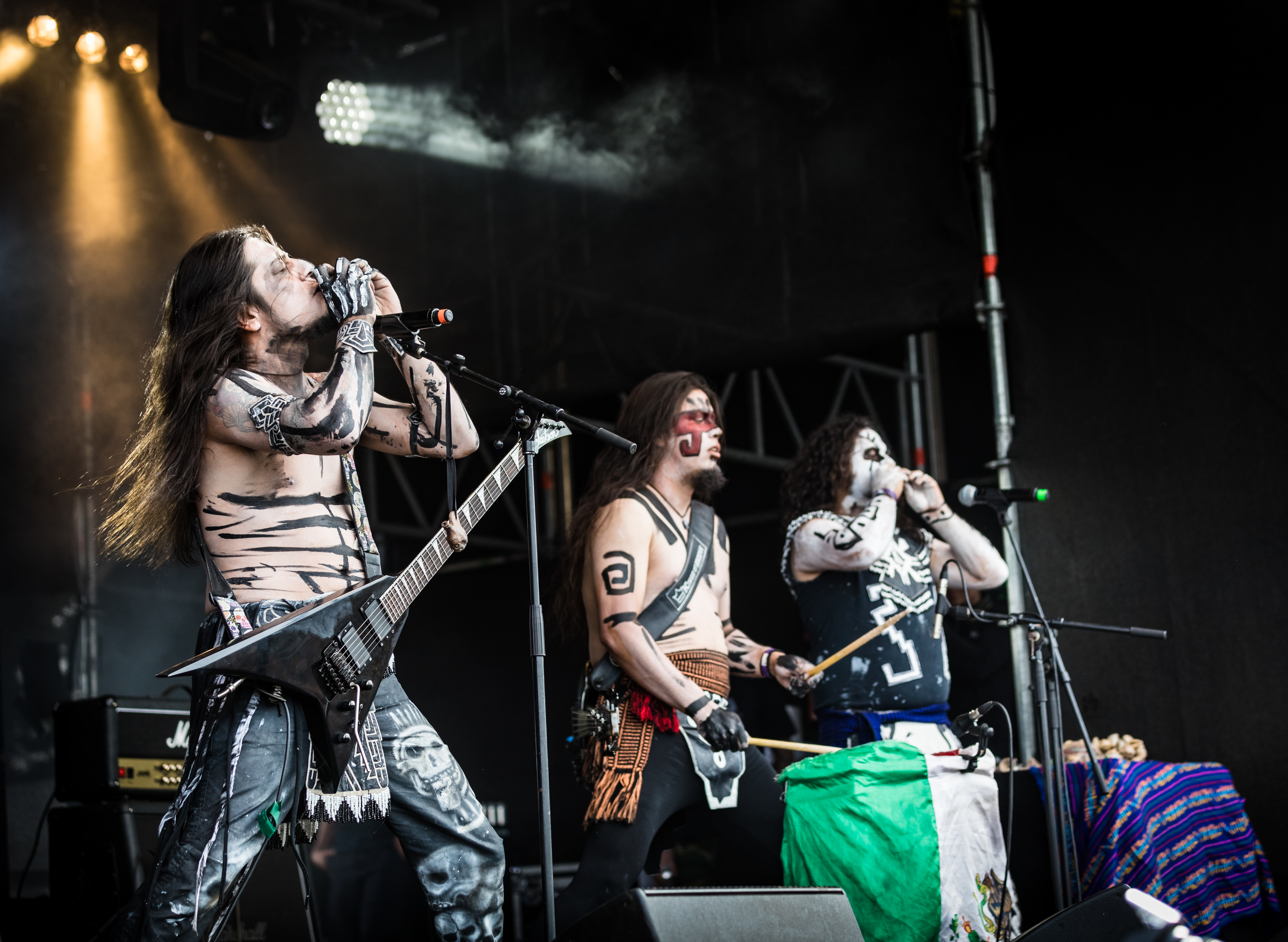
Cemican beim Wacken Open Air 2018
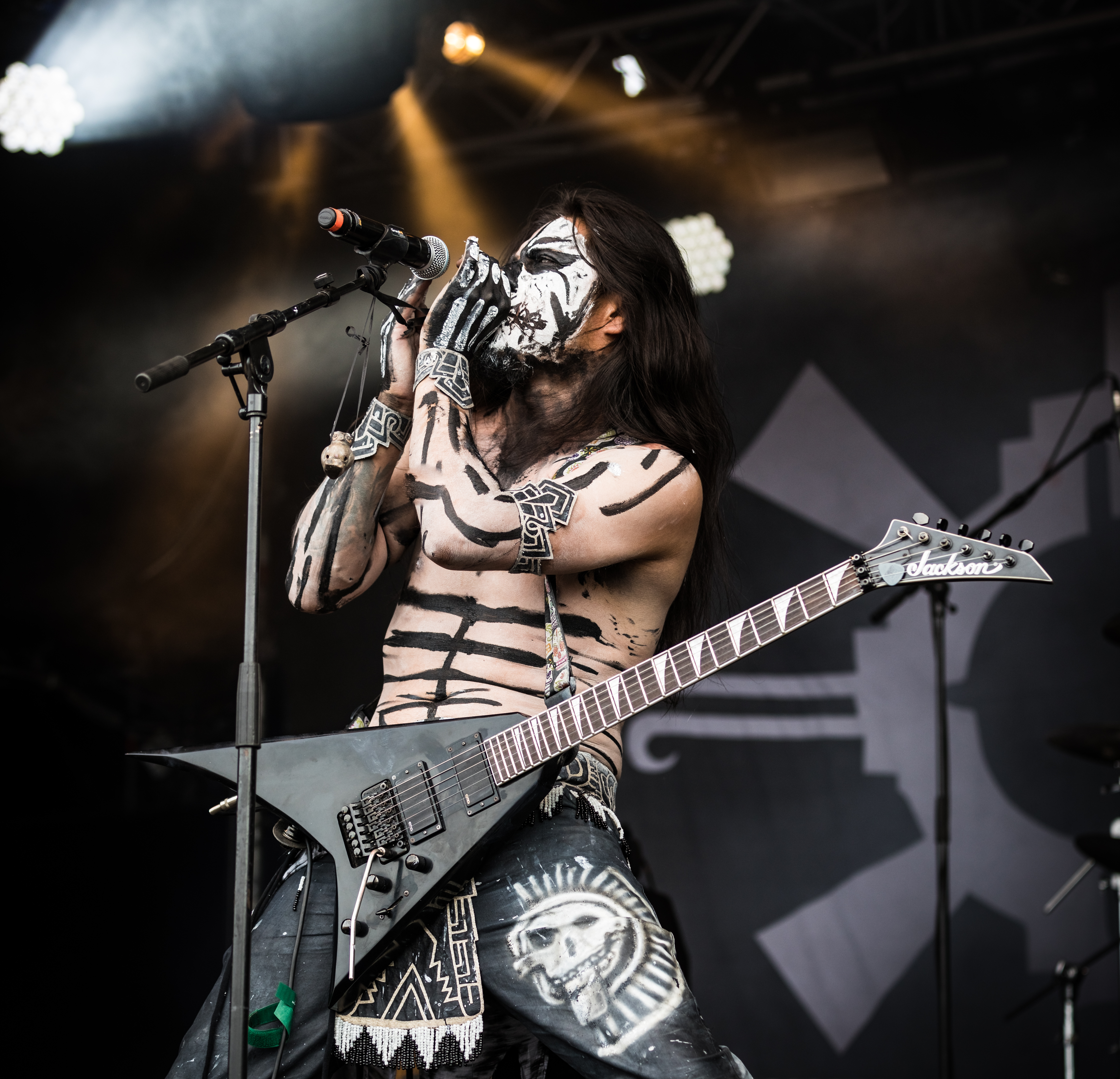
Gitarrist und Sänger Tecuhtli
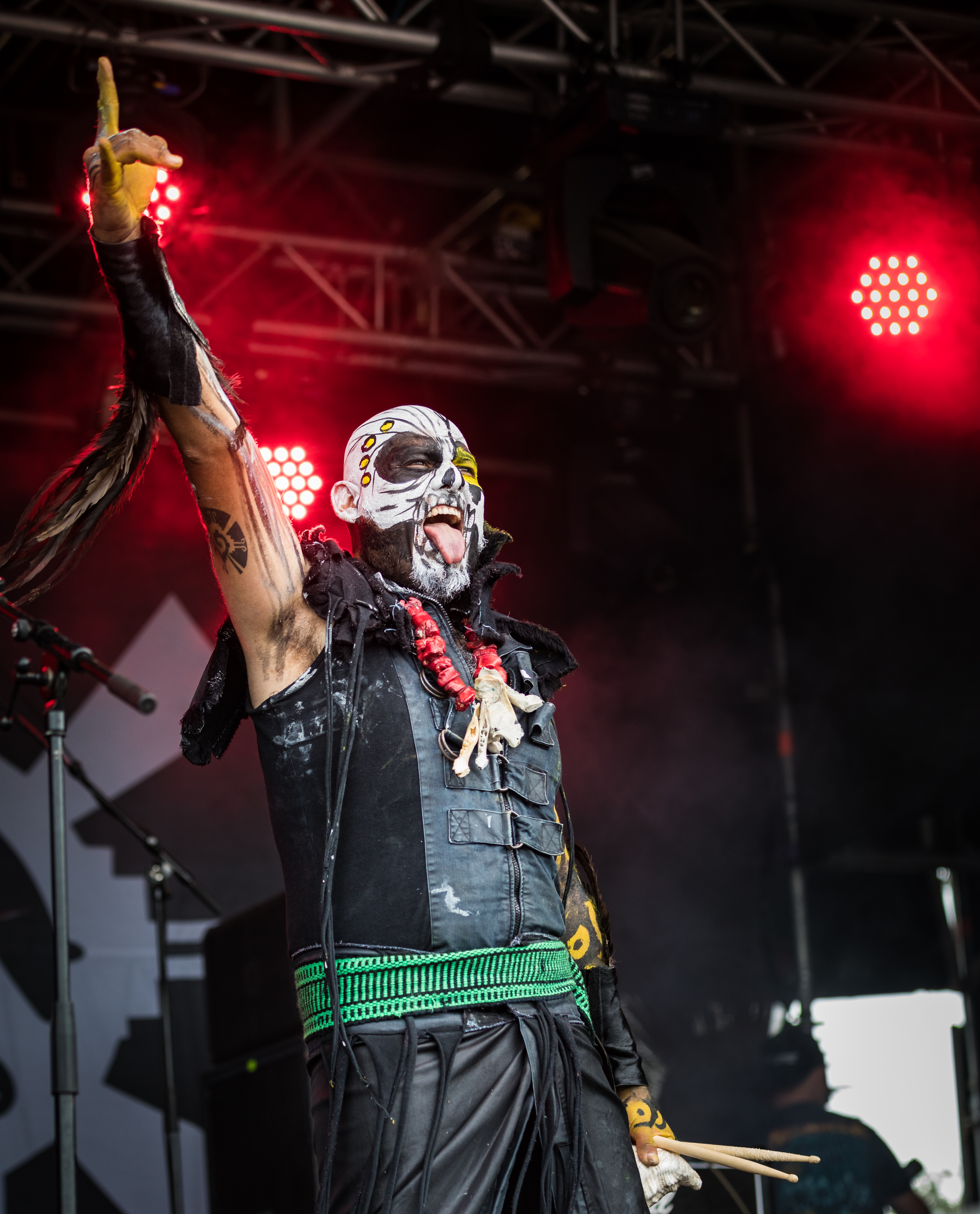
Schlagzeuger Tlipoca

## Stil
Cemican wird als „modern aufgestellte Folk-Metal-Combo“ beschrieben, wobei sich „die Musiker zu atztekischen Kriegern gerieren“ und „dementsprechend martialisch“ klingende Songs vortragen. Sie spielen „moderne Metal-Instrumente mit traditionellen, teils ursprünglichen Indio-Instrumenten sowie stilistisch als auch lyrisch der prähispanischen Ära.“ „Die Texte enthalten Elemente der Legenden, Mystik, Spiritualität und Ideologien der alten mexikanischen Kultur vor Ankunft der spanischen Eroberer.“
Nach einer Bewertung des Albums In Ohtli Teoyohtica in Miquiztli (deutsch: „Der mystische Pfad des Todes“) von Andreas Schiffmann in musikreviews.de bewegen sich die Lieder zwischen Death Metal und Thrash Metal mit Didgeridoo-Sounds und „verloren melancholische klingenden Holzblasinstrumente und wilden Percussion-Parts.“ Die Solos bewegen sich „am Rande des Melodischen“, konträr dazu gibt es „umso eingängigere Kehrverse und virtuose Momente.“ Er bestätigt dem auf dem Album zu hörenden Itlach in Mictlantecuhtli mitreißende Speed-Metal-Elemente mit einigen waschechten NWOBHM-Hommagen, wünscht sich jedoch in Zukunft einen Ausbau ihrer „wehmütigen Passagen“ und „den stampfenden Tod“, den er beispielsweise in La Que Baja De Las Estrellas und dem „Stakkato-Monster“ Ritual als „Highlight der Scheibe“ einordnet. Für ihn spielen Cemican „Indio-Metal, blitzsauber in Szene gesetzt und darum wie für eine breite Masse gemacht“.
Markus Endres von metal.de zieht in seiner Rezension des Albums Parallelen zu (Sub-)Genres wie Viking/Pagan Metal, Mittelalterrock, Folk Rock und Folk Metal, die sich in der Szene „mit der Integration historischer Instrumente, traditioneller Klänge und kultureller/mythologischer Inhalte […] schon lange etabliert“ haben. Dabei sgtellt er allerdings heraus, dass „Amerika in dieser Hinsicht noch nicht allzu viel zu bieten hatte“ mit Ausnahme von Sepultura. Auch er beschreibt die Musik als „Indio-Metal“ mit einer Mischung aus Thrash Metal und der traditionellen Folklore, dabei „recht martialisch, energisch wild und mit dezent progressiver Note.“ Die Einbindung der „Stammesklänge, diverse Trommeln, verschiedene Flöten und Holzblasinstrumente sowie ungewohnte Rhythmen in Kombination mit thrashigen Riffs und Grooves“ machen die Musik „sehr rhythmusbetont und natürlich exotisch“. Die Metalbasis bietet seiner Meinung allerdings „manchmal einfach zu wenig außergewöhnliches oder besonderes, um sich vom Durchschnitt abzuheben“, und nur durch die „Zunahme der historischen Instrumente wird es interessant“.
Durch ihre Kostüme und Bemalungen versucht die Band, den Eindruck der aztekischen Riten und Bräuche auf der Bühne und auch in ihren Musikvideos zu reflektieren. Dabei sind sie bewusst „nicht 100 Prozent historisch korrekt“ und müssen „pragmatische Erwägungen mit einbeziehen und Regeln brechen.“ Sie sagen dazu: „Wir tragen beispielsweise auch moderne Kleidung wie Stiefel oder Hosen – das ist keine historisch authentische Kleidung alter Krieger. Wir sind eben auch einfach eine Metal Band, die verschiedene thematische Elemente nutzt. Das macht Cemican zu einer Folk-Metal-Band.“

## Diskografie

### Alben
- 2009: Ometiliztli (Aztlan Records)
- 2012: Estamos en el Valle de los Muertos Ticateh Ipan Miquixtlahuac (Eigenveröffentlichung)
- 2019: In Ohtli Teoyohtica in Miquiztli (M-Theory Audio)

### Singles
- 2019: Guerreros de Cemican (M-Theory Audio)
- 2019: La que baja de las estrellas (M-Theory Audio)
- 2020: Yóok 'ol kaab Maya (M-Theory Audio)

## Belege
1. ↑  Cemican – Ometiliztli, Album auf discogs.com; abgerufen am 3. September 2023.
2. 1 2 3  CEMICAN – Die Rituale auf der Bühne gehören dazu auf whiskey-soda.de, ohne Datum, abgerufen am 3. September 2023.
3. ↑  Cemican – Estamos en el Valle de los Muertos Ticateh Ipan Miquixtlahuac, Album auf discogs.com; abgerufen am 3. September 2023.
4. ↑  Cemican – In Ohtli Teoyohtica in Miquiztli, Album auf discogs.com; abgerufen am 3. September 2023.
5. 1 2 3  Andreas Schiffmann: Cemican: In Ohtli Teoyohtica In Miquiztli (Review) auf musikreviews.de, 23. August 2019, abgerufen am 3. September 2023.
6. 1 2 3 4  Markus Endres: Cemican - In Ohtli Teoyohtica In Miquiztli auf metal.de, 29. August 2019, abgerufen am 3. September 2023.